# Rue Léon-Jost (Nantes)
Pour les articles homonymes, voir Rue Léon-Jost.
La rue Léon-Jost est une voie nantaise.

## Situation et accès
Long de 620 mètres, la rue, située dans le quartier Breil - Barberie, débute Boulevard Gabriel-Lauriol et se termine Boulevard Robert-Schuman.

## Origine du nom
Elle rend hommage à Léon Jost (1884-1941), un des 48 otages fusillés par l'Armée allemande lors de la Seconde Guerre mondiale, en représailles de l'exécution à Nantes de Karl Hotz, Feldkommandant de la ville, le 20 octobre 1941,,.

## Historique

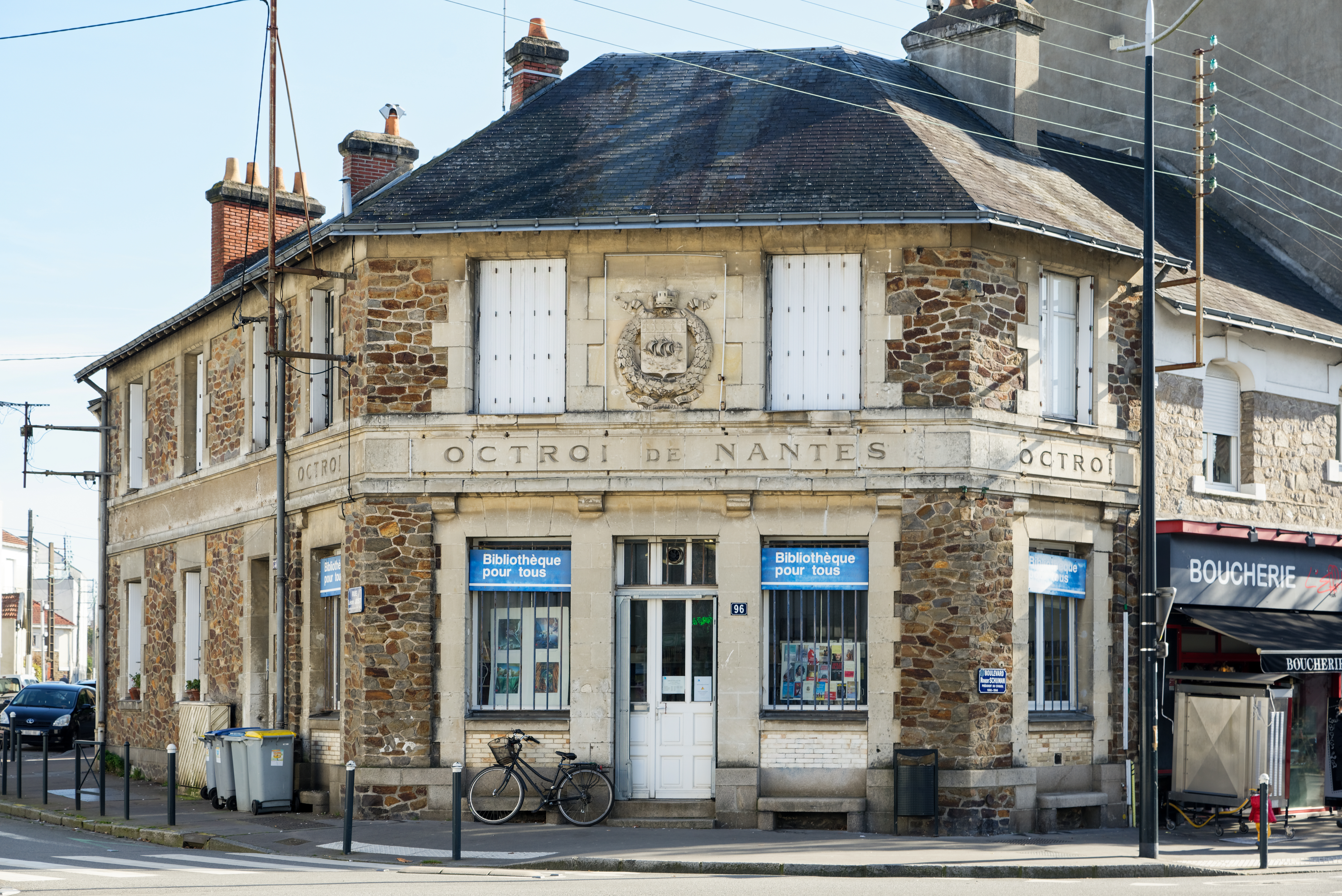
Ancien octroi de Nantes.

Cette artère était autrefois le chemin vicinal no 5, dénommé par la suite « chemin des Fraises », puis « rue des Fraises »,. Il reste néanmoins une impasse des Fraises dans le début de la rue qui rappelle le nom historique, dû aux nombreuses tenues maraîchères qui se trouvaient dans le secteur. Il en reste quelques rares indices : des bâtiments fermiers parfois, transformés en maisons d'habitation, et plus souvent des vieux murs.
Son nom actuel lui a été attribué par délibération du conseil municipal du 31 juillet 1946. 

## Bâtiments remarquables et lieux de mémoire
Au coin de la rue Léon-Jost et de la route de Rennes, se trouve un octroi construit au début du siècle.

## Rues latérales secondaires

### Avenue Alfred-Brédéloux
Localisation : 47° 14′ 13″ N, 1° 33′ 54″ O
Cette artère s'écarte de la rue Léon-Jost vers le sud-ouest, au niveau de l'avenue de la Minerve pour aboutir en impasse. Elle est classée voie privée et est réservée aux riverains. Elle rend hommage à Alfred Brédéloux (1890-1949), né au Brédeloup, un lieu-dit de Notre-Dame-des-Landes, non loin de Fay-de-Bretagne, sur la D 42. Propriétaire du magasin de graines quai Flesselles, il s'est replié vers l'actuelle rue Léon-Jost pendant les bombardements de Nantes, de 1942 à 1944. Ce quartier, loti dans les années 1900-1930, avait beaucoup de voies sans nom qui ont été baptisées après la guerre. La petite avenue Alfred Brédéloux fait sans doute partie de celles-ci.

### Rue de la Potonnerie
Localisation : 47° 14′ 18″ N, 1° 33′ 48″ O
Elle relie la rue Léon-Jost au boulevard Gabriel-Lauriol. Elle est essentiellement bordée de maisons individuelles. Ce quartier a été construit massivement à la fin du XIXe et au début du XXe siècle.